# 我和春天有個約會
《我和春天有個約會》是香港舞台劇，以歌曲穿插其中。由香港話劇團於1992年10月16日在中環香港大会堂首演，大受歡迎，多次重演，包括於2013年3月21日至4月9日在北角新光戲院再次公演。1994年導演高志森以相近班底改編為電影，後來高志森又成立春天舞台，重組班底重演此舞台劇。

## 劇情
夜總會「麗花皇宮」即將結業，老闆娘露露邀請了昔日的好姊妹小蝶回來表演。小蝶想起她、露露、鳳萍、蓮茜在1960年代年輕時過的日子。

## 改編
及後多間傳媒機構也改編演出多次：
- 1996年香港亞洲電視同名電視劇。
- 2001年「麗花皇宮」，演出67場。
- 2003年「麗花皇宮2003」。
- 上海祺閃文化傳播版本1
  - 舞台劇於2016年9月14日至9月18日在上海上海東方藝術中心再次公演。
- 上海祺閃文化傳播版本2
  - 舞台劇於2017年1月3日至1月21日在上海蘭心大戲院再次公演[2]。

### 香港話劇團版本
香港話劇團：
- 姚小蝶：劉雅麗
- 鳳萍：蘇玉華
- 金露露：羅冠蘭
- 蓮茜：馮蔚衡
- 沈家豪：潘燦良
- Danny：謝君豪
- Bobby：譚偉權
- 大雞陸：高翰文
- 白浪：周志輝
- Donny：楊英偉

### 春天舞台版本
春天舞台：
- 姚小蝶：劉雅麗
- 鳳萍：蘇玉華
- 金露露：米雪
- 蓮茜：陳潔靈
- 沈家豪：陳煥球
- Danny：鄧偉傑
- Bobby：方家煌
- 大雞陸：周昭倫/張可堅
- Donny：楊英偉
- 白浪：丁家湘

### 上海祺閃文化傳播版本1
上海祺閃文化傳播：
- 姚小蝶：胡杏兒
- 鳳萍：梁　琤
- 金露露：江美儀
- 蓮茜：邵美琪
- 沈家豪：謝天華
- 大雞陸：關禮傑
- 白浪：張學潤
- 婉碧：朱慧敏
- 保叔：艾威
- Bobby：鄧健泓

### 上海祺閃文化傳播版本2
- 姚小蝶：楊怡
- 鳳萍：萬綺雯
- 金露露：黎燕珊
- 蓮茜：梁　琤
- 沈家豪：呂頌賢
- 大雞陸：黄德斌
- 白浪：張學潤
- 婉碧：朱慧敏
- 保叔：鄭啟泰
- Danny：楊天經
- Bobby：鄧健泓
- Donny：梁昊东
- 翩翩：孔盈智
- 飛飛：楊思義

## 外部參考
- . 新光數碼電影院.   [2025-05-10]. （原始内容存档于2025-05-10） （中文（香港））.